# Recital especial
Recital especial es el tercer disco del músico y escritor uruguayo Leo Maslíah. Editado por el sello Ayuí en 1983, fue reeditado en formato CD junto con el anterior Falta un Vidrio en 2005.

## El disco
En este disco, Maslíah profundiza el uso de los teclados, área en la cual se especializa y posee estudios académicos. En sus trabajos anteriores, había dado un rol predominante a la guitarra, invitando a otros músicos e interpretándola él mismo. En Recital especial, Maslíah no ejecuta solamente el piano, sino que hace uso de sintetizadores y teclados digitales que aportan sonidos inusuales y cortinas de cuerdas sintetizadas. También aparecen instrumentos de viento y coros femeninos. En este aspecto, también se percibe una mayor complejidad en la instrumentación, que era más básica en los discos anteriores, especialmente en su debut Cansiones Barias.
Además, se profundiza el aspecto humorístico de sus composiciones, que aún estaban teñidas de una visión pesimista o nostálgica en varios temas de sus dos primeros discos. En este caso, muchas parecen canciones infantiles, pero dotadas de ironía y cinismo que permiten una doble lectura. 
«El bajón» hila situaciones en la vida de un personaje depresivo, que intenta distraerse en calzoncillos de sus preocupaciones existenciales, cayendo una y otra vez de nuevo en el bajón, inevitablemente. En «La grande», Maslíah personifica a un buscavidas que se juega sus últimos dineros apostando a la lotería, solo para descubrir que su vecino resulta ganador, y terminar destruyendo su boleto por pura envidia y frustración. En «Despedida de soltero», la fiesta va subiendo de tono hasta que, en medio del descontrol, los amigos terminan matando al festejado, comprometido con la mujer que atraía a todos. «Hospital especial» es la presentación de un proyecto para construir un hospital dedicado a llevar a la gente normal al nivel de retardo mental, argumentando que «así se llega bien al equilibrio emocional», e invitando a colaborar con la colecta de fondos.
Entre los músicos que acompañan a Maslíah en el disco se encuentran Carlos Morales (guitarrista que supo acompañar a Zitarrosa), Daniel Magnone (voz), Estela Magnone (voz), Mariana Ingold (voz), Mariana Berta (oboe, corno inglés), Jorge Lazaroff (cavaquinho en Pequeña desviación en la conducta de los Reyes Magos), Fernando Cabrera (voz en Pequeña desviación en la conducta de los Reyes Magos).

## Lista de canciones
Todos los temas compuestos por Leo Maslíah.

| Lado A |                                                        |          |  |
| N.º    | Título                                                 | Duración |  |
| 1.     | «El bajón»                                             |          |  |
| 2.     | «Desubicado»                                           |          |  |
| 3.     | «La grande»                                            |          |  |
| 4.     | «Inspector»                                            |          |  |
| 5.     | «Coposapas»                                            |          |  |
| 6.     | «Pequeña desviación en la conducta de los Reyes Magos» |          |  |
| 7.     | «Noche de luno»                                        |          |  |

| Lado B |                        |          |  |
| N.º    | Título                 | Duración |  |
| 1.     | «Despedida de soltero» |          |  |
| 2.     | «Fábrica de no sé qué» |          |  |
| 3.     | «Sugerencias»          |          |  |
| 4.     | «Hospital especial»    |          |  |
| 5.     | «Los muebles mágicos»  |          |  |
| 6.     | «Problemas»            |          |  |
| 7.     | «Fábricas»             |          |  |